# Diego de Salazar
Diego de Salazar fou un escriptor castellà conegut per col·laborar amb Diego López de Ayala en la traducció de les Tretze qüestions del Filocolo de Giovanni Boccaccio i, amb el mateix López de Ayala i amb Blasco de Garay, en la traducció de l'Arcàdia de Jacopo Sannazaro (1549). El seu diàleg De re militari és una adaptació llatina de l'Art de la guerra de Maquiavel.